# 直接序列扩频
直接序列扩频（英語：direct-sequence spread spectrum，DSSS），简称直扩（DS），是一种调制技术。就是在发送端，直接用高码率的扩频码序列去扩展信号的频谱，在接收端，用相同的扩频码序列将信号解扩，把展宽的信号还原到原始状态。其名称中的“扩频”来自这样一个事实，即载波信号发生设备的发射频率充满了整个带宽（频谱）。在一些IEEE 802.11标准中，使用了DSSS技术来调制信号。

## 特征
1. DSSS使用一串连续的伪随机码(pseudonoise， PN)序列，用相位偏移調變的方法来调制信息。这一串连续的伪随机码称为码片(chips)，其每个码的持续时间远小于要调制的信息位。即每个信息位都被频率更高的码片所调制。因此，码片速率远大于信息位速率。
2. DSSS通讯架构中，发送端产生的码片在发送前已经被接收端所获知。接收端可以使用相同的码片来解码接收到的信号，解调用此码片调制过的信号，还原为原来的信息。